# Naso caeruleacauda
Naso caeruleacauda là một loài cá biển thuộc chi Naso trong họ Cá đuôi gai. Loài cá này được mô tả lần đầu tiên vào năm 1994.

## Phạm vi phân bố và môi trường sống
N. caeruleacauda có phạm vi phân bố rộng rãi ở Tây Trung Thái Bình Dương và thưa thớt ở Tây Ấn Độ Dương. Loài cá này được tìm thấy ở hầu hết vùng biển quần đảo Mã Lai (gồm Indonesia; Malaysia; Philippines; Papua New Guinea; Đông Timor), trải dài xuống phía bắc rạn san hô Great Barrier; N. caeruleacauda cũng đã được ghi nhận ở ngoài khơi phía tây bắc đảo Madagascar.
N. caeruleacauda sống gần các rạn san hô và dọc theo những dốc đá ngầm ở độ sâu khoảng từ 5 đến 40 m, nhưng thường được quan sát ở độ sâu hơn 15 m.

## Mô tả
Chiều dài cơ thể tối đa được ghi nhận ở N. caeruleacauda là 40 cm. Thân trên có màu xám nâu hoặc lam xám, phần bụng và thân dưới nhạt màu hơn (đôi khi ánh vàng nhạt). Sau vây ngực có một vùng màu vàng nhạt. Mống mắt màu vàng. N. caeruleacauda lại không có sừng trước trán như những loài Naso khác. Đuôi cụt, có màu xanh lam, với mép sau gần như thẳng.
Số gai ở vây lưng: 4; Số tia vây ở vây lưng: 30; Số gai ở vây hậu môn: 2; Số tia vây ở vây hậu môn: 29; Số tia vây ở vây ngực: 17; Số gai ở vây bụng: 1; Số tia vây ở vây bụng: 3.

## Sinh thái
N. caeruleacauda sống thành đàn, thức ăn chủ yếu là các loài động vật phù du. N. caeruleacauda đôi khi được quan sát trong đàn của loài Naso hexacanthus.